# Курганский винодельческий завод
Курганский винодельческий завод — производитель крепких спиртных напитков и питьевой воды. Был расположен в городе Кургане. Завод существовал в 1972—2013 годах.

## История
С января 1974 года на заводе начат выпуск коньяков и коньячных напитков «Три звездочки», «Старые горы», «Большой Арарат» и другие. Численность работников в 2002 году составила 200 чел.
Государственное унитарное предприятие «Курганский винодельческий завод», директором которого был Филиппов, Александр Александрович обанкротилось в 2003 году. С 24 марта 2003 года ГУП «Курганский винодельческий завод» руководил конкурсный управляющий Киселев Никита Борисович.
27 декабря 2006 года ГУП «Курганский винодельческий завод» (ИНН 4501018750) прекратил деятельность в связи с его ликвидацией на основании определения арбитражного суда о завершении конкурсного производства.

## ЗАО «Курганский винодельческий завод»
На базе ГУП «Курганский винодельческий завод» в ноябре 2005 года создано ЗАО «Курганский винодельческий завод». Уставной капитал завода составил 50 млн рублей, а его директором был назначен Гафинец, Фёдор Иванович, бывший руководитель ОАО «Ивдельский гидролизный завод». 100 % акций предприятия принадлежали уральскому предпринимателю Федулёву Павлу Анатольевичу. В 2006 году производство начало простаивать и в 2007 году управление федеральной налоговой службы по Курганской области приостановило лицензию по причине того, что у предприятия отсутствовало оборудование автоматического учёта разлива спиртосодержащей продукции. Павел Федулев был арестован 1 ноября 2007 года. Было возбуждено уголовное дело по ст. 212 УК РФ (массовые беспорядки) и ст. 159 УК РФ через ст. 30 п. 3 УК РФ (покушение на мошенничество). Руководство ЗАО «Курганский винодельческий завод» обратилось в арбитражный суд Свердловской области с заявлением о признании предприятия банкротом.

## Концерн «Реалко»
В 2008 году концерн «Реалко» приобрел «Курганский винодельческий завод».
25 сентября 2008 года в городе Люцерне (Швейцария) подписан договор о праве производства и реализации коньяка по рецептуре «Pour le Bourbon!» на Курганском винодельческом заводе концерна «Реалко».
С марта 2009 года Курганский винодельческий завод производил выдержанные коньяки (бренди) марки «Pour le Bourbon!», при ассемблировании которых использовались коньячные спирты из Франции, Средней Азии и Марокко.
Производство питьевой воды
Ассортиментная линейка завода составляла 26 наименований напитков под торговой маркой АКВА-ФАВОРИТ — это сладкая газировка, минеральная вода, разлитая из природных скважин, питьевая вода высшей степени очистки первой категории. Розлив осуществляется в ёмкости ПЭТ 0,5л, 1л, 1,5л. 5л. 19л., стекло премиум 0,42л.
Концерн «Реалко» заключил договор с недропользователями двух скважин по добыче минеральных вод — это «Шадринская-3» и «Шадринская жемчужина» — природная, лечебно-столовая хлоридно-гидрокарбонатная натриевая вода XXII группы.
С 9 ноября 2009 года ЗАО «КВЗ» руководил конкурсный управляющий Боровитченко Александр Владимирович.
26 июля 2013 года ЗАО «КВЗ» (ИНН 4501104336) прекратил деятельность в связи с исключением из ЕГРЮЛ на
основании п.2 ст.21.1 Федерального закона от 08.08.2001 № 129-ФЗ.